# Lamadelaine
Lamadelaine (Luxemburgs: Rolléng, Duits: Rollingen) is een plaats in de gemeente Pétange en het kanton Esch-sur-Alzette in Luxemburg.
Lamadelaine telt 2338 inwoners (2001).

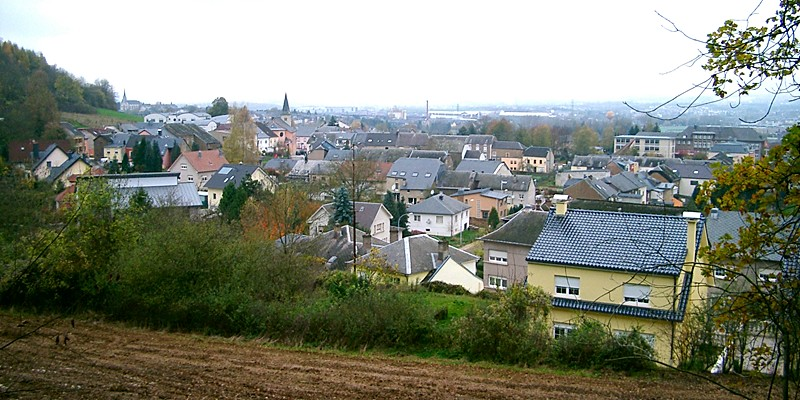
Lamadelaine

Lamadelaine · Pétange · Rodange

Luxemburgse gemeenten · Kanton Esch-sur-Alzette · Luxemburg